# La Femme du lutteur
La Femme du lutteur je francouzský němý film z roku 1906. Režisérem je Albert Capellani (1874–1931). Film trval zhruba 5 minut.

## Děj
Úspěšný wrestlingový atlet naváže vztah s bohatou ženou. Jeho žena se to dozví a pomstí se.